# سوتشي
سوتشي (بالروسية: Сочи)، (بالشركسية: Шъачэ)، هي مدينة تقع في إقليم كراسنودار كراي في روسيا الاتحادية. كانت سابقاً مدينة شركسية لأحد القبائل الشركسية ألا وهي قبيلة الوبيخ الشركسية، وهي حالياً تعتبر منتجعاً روسياً فاخراً يقع على ضفاف البحر الأسود. بلغ عدد سكانها 329,481 نسمة في 2006. في 4 تموز/يوليو2007 تم اختيار المدينة لتنظيم الألعاب أولمبية الشتوية 2014، إلا أن الشراكسة في الداخل وفي المهجر يعارضون إقامة هذه الدورة والتي تقام على مدينة شهدت المذابح الدموية التي لم يشهد التاريخ لها مثيلاً خلال القرن التاسع عشر تجاه القبائل الشركسية بحيث دفعت هذه الأحداث الشراكسة إلى الهروب إلى الدولة العثمانية بعد سقوط سيركاسيا بتاريخ 1864 بعد آخر معاركهم في وادي خدز والتي قامت بدورها بإرسال من تبقى منهم إلى جبهات القتال في البلقان ليموتوا بالحروب بالإضافة إلى موتهم بالأمراض والغرق في البحر الأسود الذي يرفض الشراكسة صيد السمك فيه حتى هذا التاريخ بعد 144 عاماً نظراً لحزنهم على أجدادهم والذين تم رميهم في هذا البحر، ومن ثم إسكان من تبقى منهم في مناطق الدولة العثمانية (تركيا، الأردن، فلسطين، سوريا) والذي يمثل معاناة أمة أوروبية عريقة، قدمت الالاف من الشهداء في معارك الإباء، والذين كانوا أسطورة في ركوب الخيل والأخلاق النبيلة، وبالتالي فإن الشراكسة يصرون على الإشادة بإسلافهم في هذه الألعاب الأولمبية وتضميد الآلام والجراح التي حلت بهم خلال المئة عام المنصرمة، بحيث أن مصطلح الأبادة الجماعية والتطهير العرقي للدول الحديثة نفذت لأول مرة على الأرض الشركسية (سيركاسيا)، وبحيث أدت إلى اختفاء قرى في مناطق القفقاس من الوجود بالإضافة إلى قاطنيها، وبالتالي ضرورة إيجاد حل للشراكسة في بلاد المهجر وضرورة الاعتراف بهم كمواطنيين سيركاسيين، ليطووا صفحات الزمان القاسية تجاه أسلافهم.

## التاريخ
يقول علماء الاثار ان الناس سكنوا هذه الأماكن منذ أكثر من 100 الف سنة هذا ماتدل عليه نتائج حفريات الاثار في المدينة وضواحيها. وتعتبر المدينة منتجع ومصح منذ عام 1872 حيث بني أول قصر هناك، وفي عام 1902 ظهرت أولى الحمامات العلاجية وفي عام 1934 وضعت خطة المرحلة الأولى لتطوير المدينة المنتجع وفي عام 1967 واعتمدت خطة المرحلة الثانية وفي 2006 بعد أن اعلنت المدينة عاصمة لاولمبياد 2014 الشتوية اقرت خطة المرحلة الثالثة لتطويرها.
عام 1829 بعد انتهاء الحرب الروسية – التركية وحسب اتفاق المبرم بين البلدين أصبحت المنطقة المحصورة بين مصب نهر كوبان وحصن القديس نيقولاي ارض تابعة لروسيا وقام الجيش الروسي بأنشاء تحصينات اليكساندرية (سوتشي) ولازارف (لازاريفسكي) وغولوفينسكي (غولوفينكا) وحصن الروح القدس (ادلر).
وفي عام 1866 بدأت الهجرة إلى المنطقة حيث قدم إليها الروس والأوكرانيين والبيلاروس والارمن والجورجيين واليونان وغيرهم. وفي نهاية القرن 19 وبداية القرن 20 بوشر ببناء المنازل الصيفية والفنادق والمصحات وشكلت أول دائرة لتنظيم الاصطياف وفي هذه الفترة أيضا باشر منتجع ماتسيستا باستقبال المرضى والمصطافين.
بعد ثورة أكتوبر عام 1917 والحرب الاهلية اعوام 1918 – 1920 استمرت عمليات البناء وافتتحت أول مصحة سوفيتية عام 1921. وقررت الحكومة السوفيتية اعتبار منتجع سوتشي – ماتسيستا منتجع حكومي وبوشر باجراء ابحاث شاملة لدراسة المناخ والظروف الجيومورفولوجية لتحديد حدود المنتجعات والمصحات والغابات مع الاخذ بنظر الاعتبار التوسع اللاحق لها. وكانت جميع هذه المصحات تدار من قبل اتحاد نقابات العمال والمنظمات المهنية والاجتماعية السوفيتية.
وتوقفت عمليات الاعمار في المدينة بسبب نشوب الحرب الوطنية العظمى حيث كل شيء أصبح للحرب، ورابطت في المدينة قوات شاركت في معركة القوقاز الكبيرة التي استمرت من يوليو/تموزعام 1942 وحتى أكتوبر/تشرين الأول عام 1943 وانتهت بدحر القوات الفاشية وتكبيدها خسائر فادحة في الارواح والمعدات.
في عام 1967 اقر مخطط توسيع المدينة والمنتجعات لغاية عام 1992 حيث تضمن إنشاء مباني جديدة وتوسيع المبنية منها بحيث تستوعب 200 الف شخص وتحويل المنتجع إلى العمل على مدار السنة.

## الجغرافيا

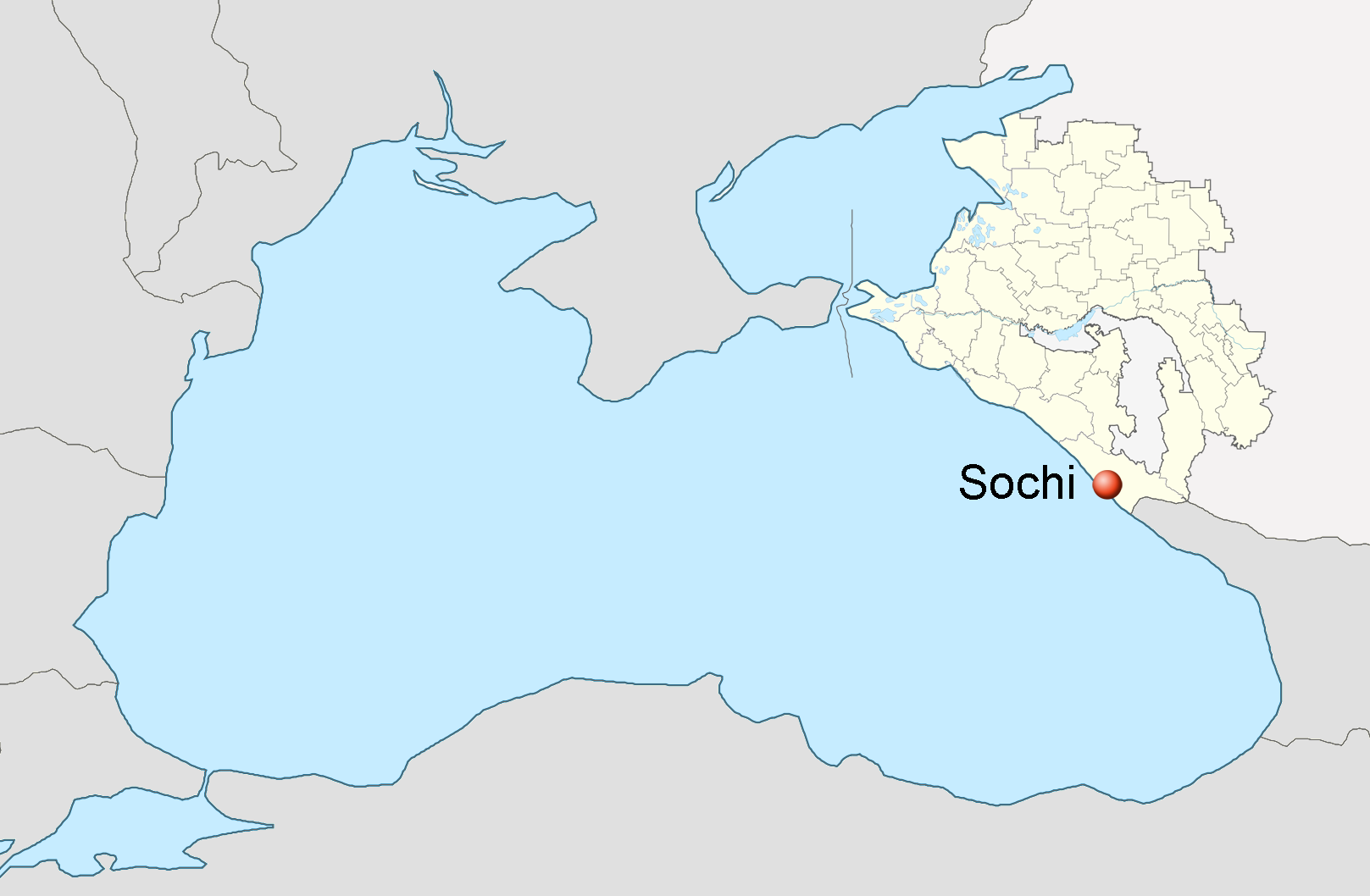
سوتشي على البحر الأسود مع إقليم كراسنودار

تقع المدينة في الاتجاه الجنوب الشرقي من مدينة كراسنودار مركز إقليم كراسنودار وتمتد حوالي 150 كم. على ساحل البحر، وتقسم مدينة سوتش الكبيرة إلى 4 مناطق هي: ادلر وخوستينسكي ووسطي ولازوريفسكي وكل هذه المناطق تشكل مجتمعة اضخم مجمع للمنتجعات والمصحات في روسيا. ويمكن اعتبار المدينة فندق كبير يستقبل في آن واحد حوالي 100 الف شخص ويصل عدد الذين يصطافون في المدينة حوالي 5 ملايين شخص سنويا وسوف يصل هذا الرقم عام 2010 إلى 6.5 مليون شخص.
ان منابع المياه المعدنية في المنطقة حولت المدينة إلى منتجع للعلاج الطبيعي منذ القدم. واليوم يوجد في المدينة أكثر من 50 منبع للمياه المعدنية تستخدم للشرب وفي حمامات العلاج الطبيعي.
وتوجد في منتجع سوتشي احتياطيات كبيرة للطين والطمى العلاجية، ففي حقل ايميرتينسك الواقع ضمن حدود منتجع ادلر تبلغ أكثر من 2.5 مليون طن وتنتشر على مساحة حوالي 400 الف متر مربع، ومن خواص هذه الطمى العلاجية انها تحتفظ بالحرارة وذات لدونة عالية.
ويقصد المرضى من روسيا والبلدان الأخرى منتجع سوتشي لعلاج عللهم، حيث تستخدم المياه المعدنية والطين والطمى في علاج امراض القلب والاوعية الدموية والعظام والعضلات والجهاز العصبي والجلد والجهاز البولي والتناسلي والجهاز الهضمي والغدد الصماء والجهاز التنفسي والفم والاسنان وغيرها من الامراض.
وادخلت في التسعينات واعتمدت طرق حديثة لعلاج الحروق والندب باستخدام مياه ماتسيستا المحتوية على كبريتيد الهيدروجين وتحت ضغط معين.

## المناخ
انها حالة نادرة جدا ان يكون الإنسان في أفريقيا وفي القطب الشمالي بالوقت نفسه وذلك لان المنطقة الشبه استوائية الشمالية تجاور هنا منطقة مغطاة بالجليد دائما. فبعد التزلج على مياه البحر الأسود الدافئة يتمكن الفرد بعد ساعة فقط من التزلج على الجليد في الجبال المطلة على المدينة من الجهة الشمالية. ان مناخ المدينة اللطيف ومياه البحر الرائقة ونسيم البحر والتضاريس الأرضية الفريدة والخضرة الدائمة كلها تساعد على تحسين الصحة. ويعادل متوسط الحرارة صيفا 26.5 درجة مئوية ومتوسط درجة حرارة مياه البحر 24.5 وليس هناك شتاء بالمفهوم العام لهذه الكلمة حيث تستقر درجة الحرارة على مستوى 8 درجة مئوية فقط.
ان الموقع الفريد للمدينة حيث البحر من الجنوب والجبال من الشمال جعل مناخ المدينة لان يكون دافئا وهوائه رطبا حيث تصد الجبال نسيم البحر من الجنوب وتمنع توغل الرياح الباردة من الشمال. لهذا يقال ان في المدينة ثلاثة فصول فقط وهي فصول الصيف والخريف والربيع. تكون السماء صيفا صافية وبدون غيوم اما الخريف فيكون طويلا ودافئا ويسمى (الفصل المخملي) اما الربيع فيكون طويلا وممطرا. وهذا يدل على ان الاصطياف في المدينة يستمر على مدار السنة حيث تسطع الشمس 300 يوم.
ويعتبر هواء سوتشي الانقى في العالم لكونه مشبع بالاوزون وأملاح البحر وهذا يشير إلى ان سوتشي ليست للراحة فقط بل وللعلاج أيضا.
ويتمكن القادم إلى المدينة بهدف الراحة أو الاستجمام ان يقضي اوقات ممتعة في مقاهي وكازينوهات وبارات المدينة العديدة والتي تعمل على مدار اليوم كما هناك معالم تستوجب زيارتها والتقاط صور تذكارية هناك. ادناه بعض المعالم التي تستحق ان يزورها القادم إلى المدينة:
- حديقة نباتات سوتشي – أكبر حديقة نباتات في روسيا بالمنطقة شبه الاستوائية، اسسها عام 1892 خوديكوف صاحب صحيفة «بيتربورغسكايا غازيتا». تقع الحديقة في مدينة سوتشي ومقسمة إلى قسم علوي واخر سفلي وتحتوي على أكثر من 2000 نوع من النباتات جلبت من مختلف مناطق العالم كما فيها النعام والطاووس ولن يكفي يوم بكامله لمشاهدة جميع ما فيها من النباتات.
- حديقة (ريفيرا) تقع في مركز المدينة وهي من أماكن الراحة العامة في المدينة واسسها عام 1898 خلودوف وهو تاجر من موسكو وفيها 240 نوع وشكل من الاشجار والشجيرات الثمينة، كما فيها مقاهي وملاعب ومراقص.
- شجرة الصداقة – هي شجرة غير اعتيادية لكونها تحمل اثمار كافة أنواع الحمضيات حيث يمكن مشاهدة الليمون الإيطالي ويوسف افندي ياباني وكريب فروت أمريكي وغيرها من الحمضيات تنمو وتنضج على نفس الشجرة.
- بيت ستالين الصيفي (داتشا) – يقع البيت في منطقة بيوت الراحة (الدغلة الخضراء) وما زال مغطى بلون اخضر للتمويه. وفي داخل البيت احتفظ بنفس الديكور والاثاث كما كانت عليه أيام ستالين. ويشاهد الزائر في الداخل الاريكة الجلدية وبجانبها تمثال شمعي لستالين حيث يمكن التقاط صور بجانبه كما يمكن تذوق طبق ستالين المفضل.
- المحمية الطبيعية لادغال السدر الجبلي والطقسوس – هي منطقة جبلية معزولة، وهي قديمة جدا قدم الجبال التي تقع عليها حيث توجد في هذه المحمية الطبيعية اشجار عاشت في العصر الجليدي كما فيها اشجار السدروالطقسوس القديمة ويوجد في المحمية متحف يتحدث عن حيوانات القوقاز.
- بيوت الشاي – في هذه البيوت يمكن للمرء ان يتذوق ويحتسي أنواع من الشاي المنتجة محليا إضافة لذلك يحصل الزائر على معلومات عن كيفية زراعة نبات الشاي في هذه المنطقة الشمالية ومتى حدث ذلك.
- برج جبل آخون – بني البرج عام 1936 من الحجر الطبيعي وشبيه بابراج حصون القوقاز ويمكن من منصة المراقبة مشاهدة مناظر طبيعية خلابة تمتع النظر.
- الدولمينات الصخرية القديمة – هي قديمة قدم اهرامات مصر وتوجد على ساحل البحر وخاصة في منطقة سوتشي وهي عبارة عن صفائح كبيرة من الحجر مصففة على شكل كوخ بسطح مائل الجانبين وهناك دولومين واحد في العالم محفور في صخرة كبيرة موجود في منطقة لازوريفسكي.
- كهف اخشتيرا – كهف كبير يثير اهتمام كل طموح قادم إلى سوتشي. لقد وجدت في هذا الكهف اثار لإنسان نياندرتال والإنسان القديم، أي كان مكان سكنهم.
- كهوف فورونتسوف – عبارة عن متاهات عديدة مخفية في الصخور وتتكون من 6 قاعات كبيرة جدا لها اضاءة طبيعية وهوائها نقي جدا (يحتوي على نسبة جراثيم اقل ب 1000 مرة من الهواء الجوي). انه عالم سري خاص فعلى كل قادم إلى سوتشي ان يزور هذا الكهف العجيب.
- وادي اغور – من المناطق السياحية الجميلة في سوتشي والتي كانت منذ القدم موضع اهتمام واعجاب الزوار في مختلف الازمنة. توجد في الوادي ثلاثة شلالات واحدها أجمل من الآخر.
- صخرة بروميثيوس – تقع على صخور النسور التي تسمى أحيانا الصخور البيضاء وتمتد على الضفة اليمنى لنهر اغور ومغطات بالكلس. وتقول الأسطورة ان الاله زيوس ربط بروميثيوس هنا عقابا له لسرقته النار.
- منطقة كراسنويا بوليانا – تبعد عن ساحل البحر حوالي 40 كم. وتسمى سويسرا روسيا الصغيرة وتقع على ارتفاع 600 متر فوق سطح البحر. تتطور هذه المنطقة بسرعة هائلة كمنطقة لرياضة التزلج على الثلج والمرتفعات الجبلية حيث يوجد فيها كل ما يحتاجه المتزحلق من معدات مستلزمات هذه الرياضة وفيها طريق معلق وممرات جاهزة للتزحلق ذات درجة صعوبة مختلفة كما يوجد ملعب للتزلج على الالواح. ويعتبر استقبال راس السنة من أهم المناسبات في هذا المكان الجبلي. اما في الصيف فتتغطى المنطقة بكاملها بالاعشاب والزهور البرية الجميلة والزاهية.

ستكون منطقة كراسنويا بوليانا من أهم مراكز الألعاب الأولمبية الشتوية عام 2014 التي ستقام في مدينة سوتشي.
إضافة لكل هذا توجد في المدينة متاحف عديدة تتحدث عن تاريخ المدينة وضواحيها وعن الشخصيات المشهورة من كتاب ورسامين ومغنين الذين عاشوا في هذه المنطقة.
وفي المدينة مجموعة من المعاهد الدراسية العالية وفروع لجامعات حكومية منها جامعة سوتشي الحكومية للسياحة والمنتجعات، فرع الجامعة الروسية للصداقة بين الشعوب، وفرع لجامعة ستافروبيل وغيرها.
اما الصناعة في المدينة فتنحصر في إنتاج المواد الغذائية لتغطية حاجة السكان والسياح بالكامل. كما تزرع في ضواحي المدينة الخضروات المختلفة والفواكه والاعناب المختلفة كما توجد في المنطقة الجبلية اشجار الجوز والتين والبلوط وغيرها من الاشجار المثمرة.
تقام في مدينة سوتشي فعاليات محلية وعالمية مثل مهرجان «كينتافر» للافلام السينمائية والمهرجان المسرحي «الفصل المخملي لسوتشي» ومهرجان عرض الازياء وغيرها. إضافة لذلك تقام في المدينة بطولة اندية العالم بلعبة البليارد وسباق الدراجات الدولي وسباق السيارات وسباق الزوارق واليخوت وهناك أيضا مهرجانات جميلة للاطفال مثل مهرجان «سحر الرقص» ومهرجان «الحكاية السحرية» وغيرها.

## معرض صور

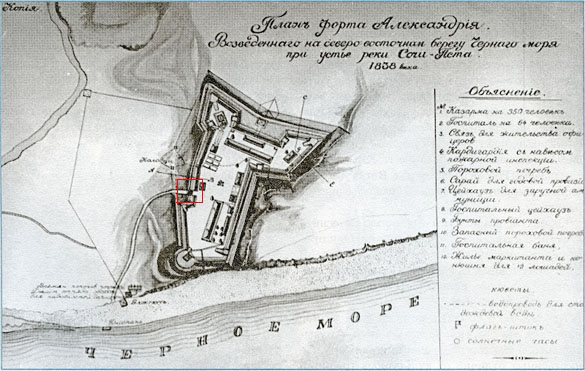
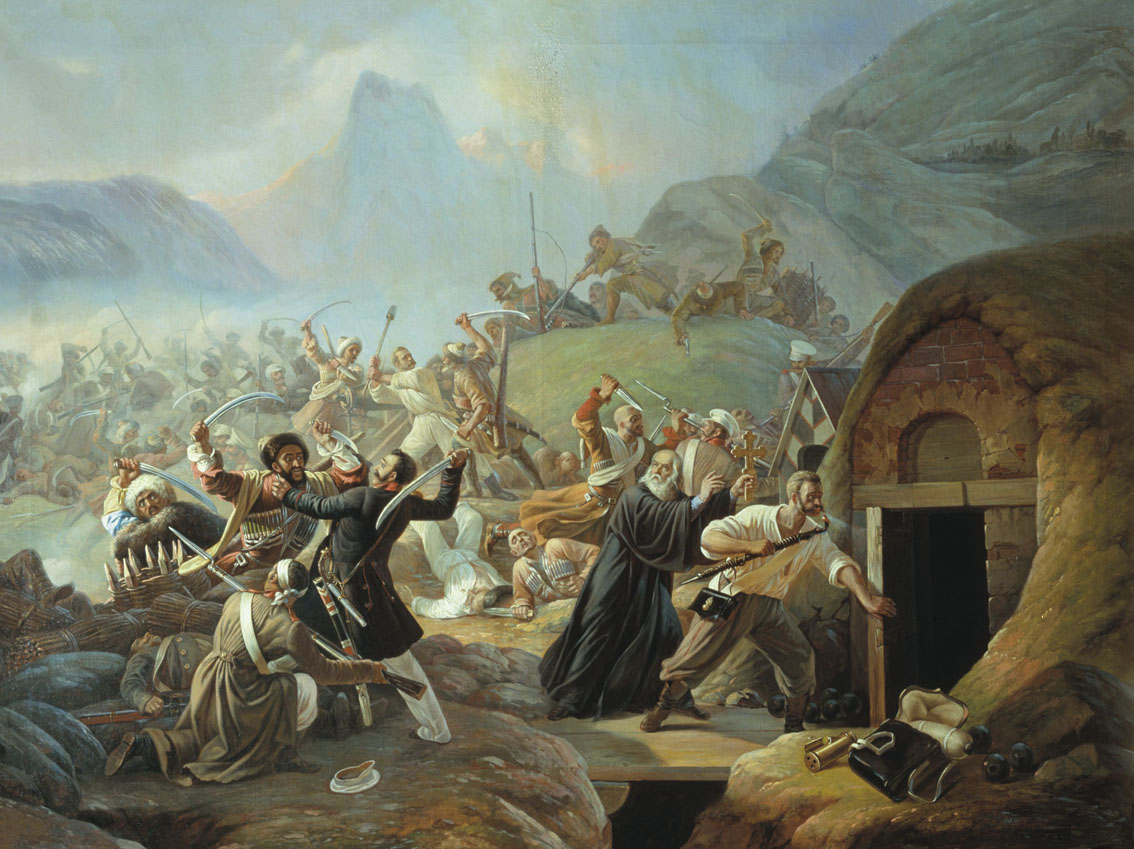
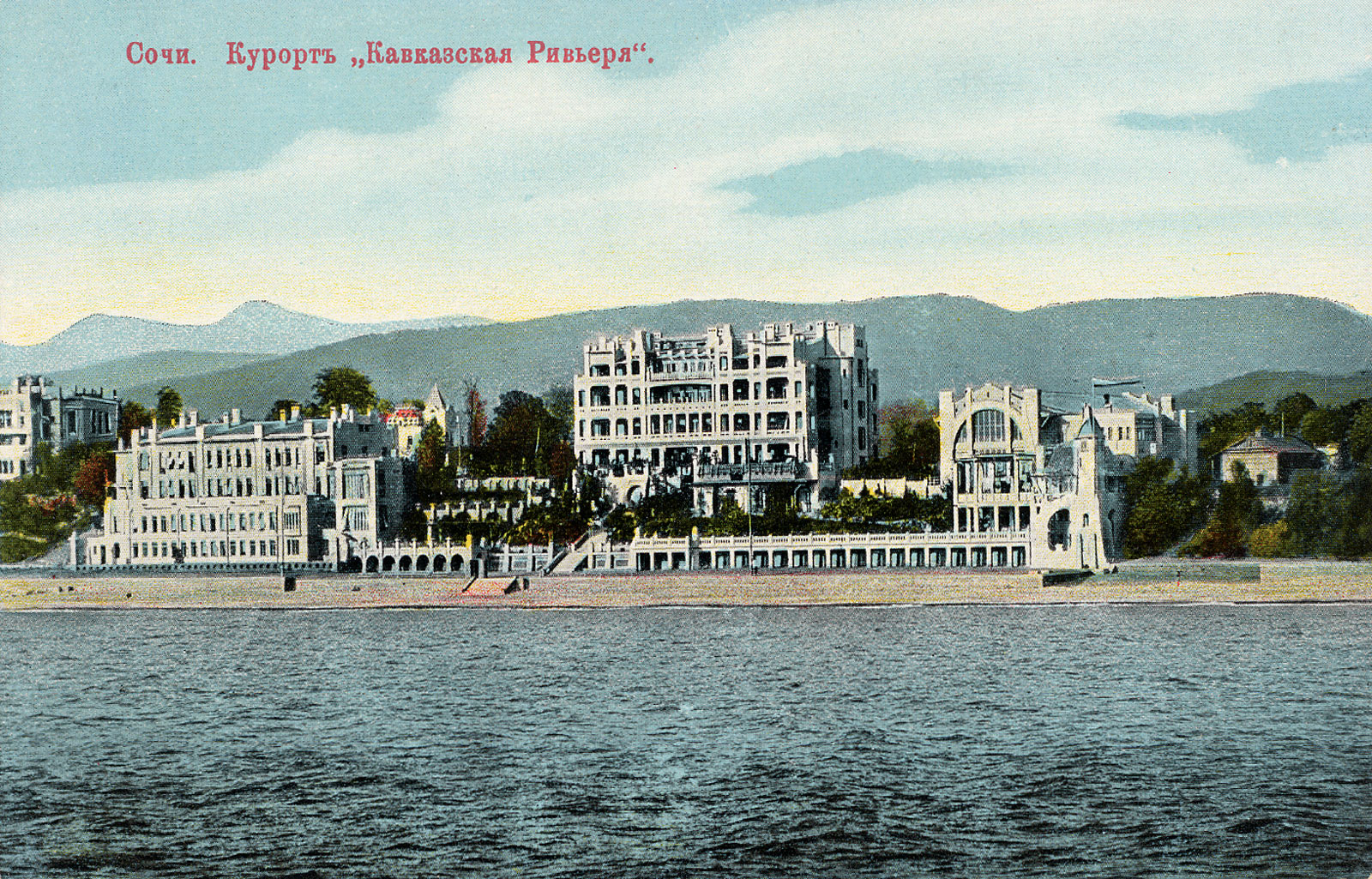
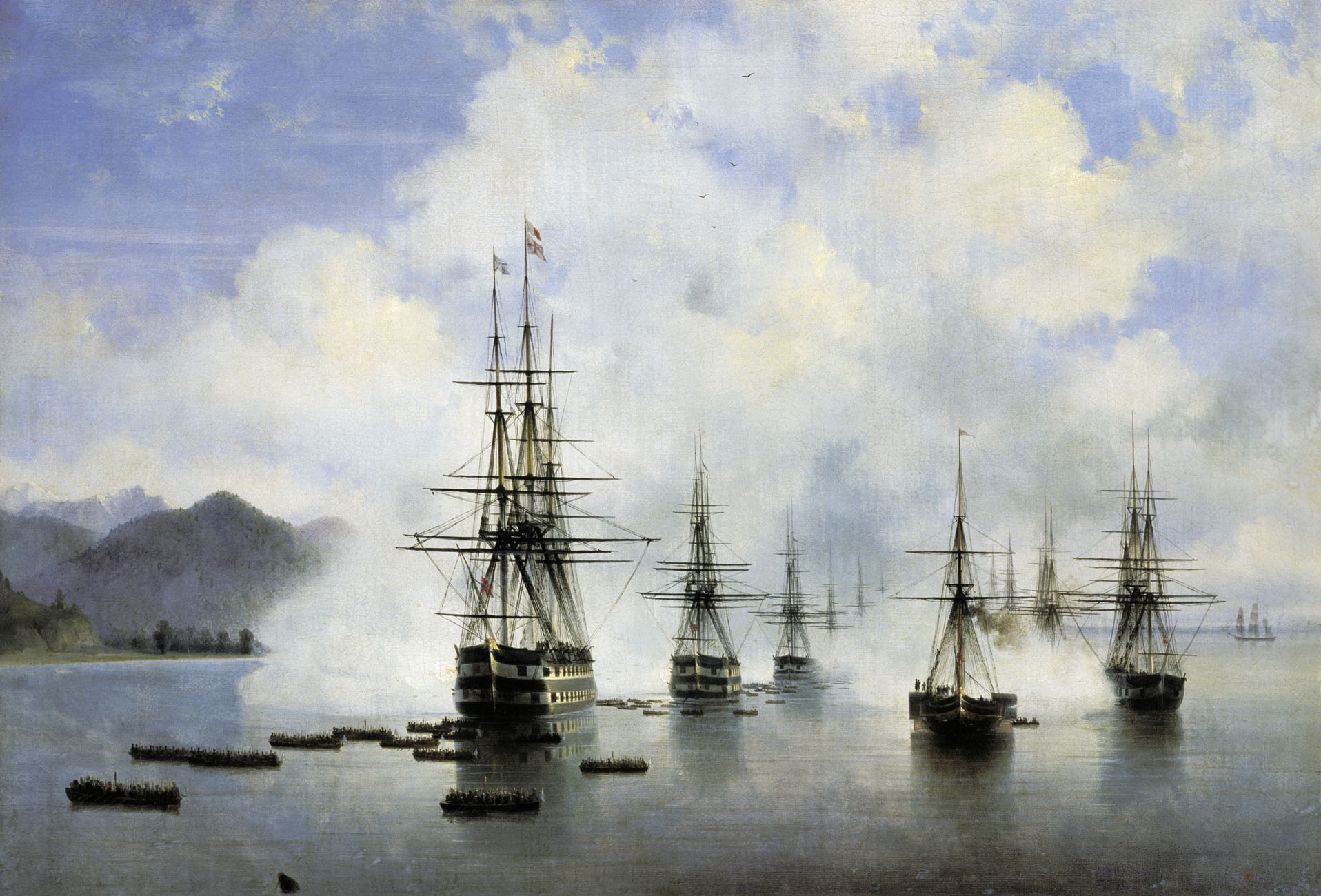
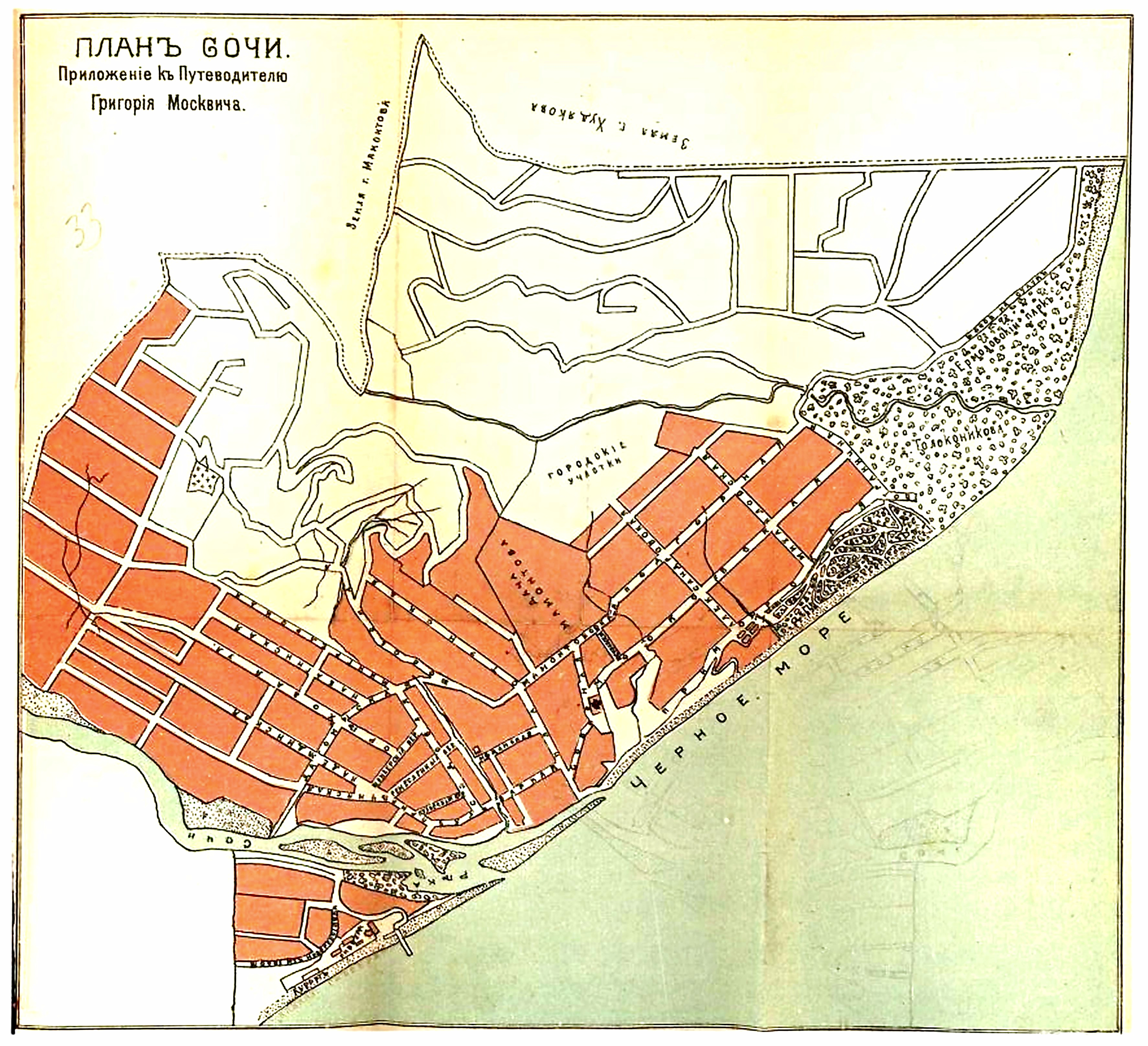